# Heyne Verlag
Heyne Verlag (wcześniej Wilhelm Heyne Verlag, Eigenschreibweise HEYNE) – niemieckie wydawnictwo z siedzibą w Monachium. Zostało założone w 1934 roku w Dreźnie. W 2000 zostało sprzedane Axel Springer SE. Od 2004 roku jest częścią grupy wydawniczej Verlagsgruppe Random House. W 1999 Heyne Veralg było jednym z największych wydawnictw w Niemczech.

## Heyne Science Ficton
W 1960 wydawnictwo po raz pierwszy wydało powieść fantastycznonaukową: był to Dzień Tryfidów Johna Wyndhama. Do 1963 na 188 wydanych książek pojawiło się zaledwie sześć utworów science fiction. Początkowo wydawnictwo miało zamiar zaprezentować czytelnikom jedynie wybitnych przedstawicieli tego nurtu. W 1970 wydawnictwo miało zamiar zaprezentować czytelnikom jak najszerszy przekrój powieści fantastycznych, publikując w ciągu miesiąca dwa tytuły współczesnego science fiction, jedną książkę fantasy oraz jeden tytuł z klasyki gatunku. Redaktorami powieści zostali Herbert W. Franke oraz Wolfgang Jeschke. W połowie lat 70. wydawnictwo stało się największym na świecie wydawcą fantastyki.
W ramach serii wydawnictwa zostali wydani polscy twórcy, tacy jak: Adam Wiśniewski-Snerg, Krzysztof Boruń, Andrzej Krzepkowski, Andrzej Wójcik oraz Ryszard Głowacki.